# Mokrzyca lepka
Mokrzyca lepka (Sabulina viscosa (Schreb.) Rchb.) – gatunek rośliny z rodziny goździkowatych. Występuje w Europie.
W Polsce rośnie głównie w zachodniej i północnej części kraju.

## Morfologia
ŁodygaDo 10 cm wysokości.
LiścieSzczecinkowate.
KwiatyNa bardzo cienkich szypułkach o długości 4-10 mm, zebrane w kilku-kwiatowy kwiatostan. Działki kielicha o nierównej długości, do 3 mm długości. Płatki korony krótsze od działek.
OwocTorebka, krótsza od kielicha.

## Biologia i ekologia
Roślina jednoroczna lub dwuletnia. Kwitnie od czerwca do lipca. Rośnie na piaskach i przydrożach. Liczba chromosomów 2n =46.

## Zagrożenia i ochrona
Roślina umieszczona na polskiej czerwonej liście w kategorii VU (narażony).